# Libertas Trogylos Basket 1987-1988
La stagione 1987-1988 della Libertas Trogylos Basket è stata la seconda consecutiva disputata in Serie A1 femminile.
Sponsorizzata dall'Ibla, la società siracusana si è classificata al terzo posto nella massima serie ed è stata eliminata ai quarti dei play-off da Cesena. In Coppa Ronchetti, si è qualificata per la fase a gironi dopo aver eliminato in rimonta l'A.S. Villeurbanne, ma poi è stata eliminata ai quarti dalle future campionesse della Dynamo Kiev.

## Verdetti stagionali
Competizioni nazionali
- Serie A1:

stagione regolare: 3º posto su 16 squadre (22-8);
play-off: eliminata nei quarti da Cesena (1-2).
Competizioni internazionali
- Coppa Ronchetti:

eliminata ai quarti di finale (2-4).

## Organigramma societario
Aggiornato al 30 giugno 1988.
- Presidente: Carlo Lungaro
- Vice presidente: Salvatore Limeri
- Direttore generale: Francesco Paolo Venza
- Dirigente sportivo: Santo Coppa
- Segretaria: Anna Livolti
- Pubbliche relazioni: Aldo La Rosa

- Allenatore: Santo Coppa
- Aiuto allenatore: Giuseppe Scionti
- Preparatore atletico: Rosario La Rosa
- Medico sociale: Carmelo Sapia
- Massaggiatore: Francesco Netti

## Rosa
| Ibla Enichem Priolo 1987-1988 | Ibla Enichem Priolo 1987-1988 |
| Giocatori                     | Staff tecnico                 |
| ----------------------------- | ----------------------------- |

| N. | Naz.                   | Ruolo | Nome                  | Anno | Alt.   | Peso |  |
| -- | ---------------------- | ----- | --------------------- | ---- | ------ | ---- |  |
|    | Italia (bandiera)      | G     | Daniela Altamore      | 1972 | 172 cm |      |  |
|    | Italia (bandiera)      | GA    | Annarita Anellino     | 1963 | 180 cm |      |  |
|    | Italia (bandiera)      | P     | Cristina Bertato      | 1965 | 170 cm |      |  |
|    | Stati Uniti (bandiera) | A     | Cassandra Crumpton    | 1962 | 180 cm |      |  |
|    | Italia (bandiera)      | P     | Roberta Gitani        | 1963 | 160 cm |      |  |
|    | Italia (bandiera)      | AC    | Elena Ingargiola      | 1970 | 185 cm |      |  |
|    | Italia (bandiera)      | G     | Mara Nimis            | 1969 | 170 cm |      |  |
|    | Italia (bandiera)      | G     | Maria Puglisi         | 1972 | 175 cm |      |  |
|    | Italia (bandiera)      | C     | Stefania Stanzani     | 1968 | 188 cm |      |  |
|    | Stati Uniti (bandiera) | AC    | Regina Street         | 1962 | 194 cm |      |  |
|    | Italia (bandiera)      | C     | Pina Tufano           | 1965 | 201 cm |      |  |
|    | Italia (bandiera)      | A     | Maria Grazia Ursino   | 1970 | 181 cm |      |  |
|    | Italia (bandiera)      | P     | Maria Carmela Verardi | 1964 | 162 cm |      |  |
|    | Italia (bandiera)      | G     | Sofia Vinci (C)       | 1966 | 174 cm |      |  |
|    | Stati Uniti (bandiera) | G     | Lynette Woodard       | 1959 | 180 cm |      |  |

| Allenatore                                |
| - Santo Coppa                             |
| Assistente/i                              |
| - Giuseppe Scionti Legenda - (C) Capitano |

## Statistiche
| Giocatrice            | Campionato | Campionato | Coppa | Coppa | Totale | Totale |
| Giocatrice            | PG         | PTI        | PG    | PTI   | PG     | PTI    |
| --------------------- | ---------- | ---------- | ----- | ----- | ------ | ------ |
| Woodard Lynette       | 24         | 744        | 0     | 0     | 24     | 744    |
| Street Regina         | 26         | 571        | 5     | 128   | 31     | 699    |
| Tufano Giuseppina     | 30         | 282        | 5     | 56    | 35     | 338    |
| Stanzani Stefania     | 28         | 226        | 5     | 34    | 33     | 260    |
| Anellino Annarita     | 30         | 218        | 4     | 27    | 34     | 245    |
| Gitani Roberta        | 29         | 162        | 5     | 20    | 34     | 182    |
| Vinci Sofia           | 16         | 142        | 3     | 27    | 19     | 169    |
| Crumpton Cassandra    | 5          | 125        | 2     | 57    | 7      | 182    |
| Ursino Maria Grazia   | 28         | 46         | 2     | 3     | 30     | 49     |
| Bertato Cristina      | 29         | 33         | 3     | 10    | 32     | 43     |
| Verardi Maria Carmela | 28         | 13         | 1     | 0     | 29     | 13     |
| Nimis Mara            | 19         | 9          | 0     | 0     | 19     | 9      |
| Altamore Daniela      | 7          | 2          | 0     | 0     | 7      | 2      |
| Puglisi Maria         | 1          | 0          | 0     | 0     | 1      | 0      |
| Ingargiola Elena      | 0          | 0          | 0     | 0     | 0      | 0      |